# Hallur Gissurarson (caudillo)
Hallur Gissurarson (1234-22 de octubre de 1253) fue un caudillo medieval de Hruni, Árnessýsla en Islandia, hijo primogénito del jarl Gissur Þorvaldsson del clan de los Haukdælir y hermano de Ísleifur Gissurarson y Ketilbjörn Gissurarson.
Hallur, sus hermanos y su madre Gróa Álfsdóttir (n. 1212) murieron en los acontecimientos de Flugumýrarbrenna, el día de su boda, un episodio escabroso y cruento de la guerra civil islandesa (Sturlungaöld) del siglo XII.